# Arnold Allen
Arnold Billy Allen, né le 22 janvier 1994 à Ipswich, est un pratiquant anglais d'arts martiaux mixtes (MMA). Il combat à l'Ultimate Fighting Championship (UFC).

## Biographie
Né et élevé dans le Suffolk, Arnold Allen commence à s'entraîner aux arts martiaux mixtes à l'adolescence et participe à plusieurs combats amateurs avant de devenir professionnel en 2012.

## Vie privée
Arnold Allen a été condamné à cinq mois de prison avec sursis après avoir plaidé coupable, pour son rôle lors d’une bagarre, le 23 décembre 2016 près d'Ipswich où cinq femmes et un homme ont été blessés.

## Palmarès en arts martiaux mixtes
| 23 combats     | 20 victoires | 3 défaites |
| Par KO         | 7            | 0          |
| Par soumission | 4            | 0          |
| Sur décision   | 9            | 3          |

| Résultat | Record | Adversaire       | Méthode                                 | Événement                                   | Date            | Round | Temps | Lieu                                  | Notes                     |
| -------- | ------ | ---------------- | --------------------------------------- | ------------------------------------------- | --------------- | ----- | ----- | ------------------------------------- | ------------------------- |
| Victoire | 20-3   | Giga Chikadze    | Décision unanime                        | UFC 304: Edwards vs. Muhammad 2             | 28 juillet 2024 | 3     | 5:00  | Manchester, Angleterre                |                           |
| Défaite  | 19-3   | Movsar Evloev    | Décision unanime                        | UFC 297: Strickland vs. Du Plessis          | 20 janvier 2024 | 3     | 5:00  | Ontario, Canada                       |                           |
| Défaite  | 19-2   | Max Holloway     | Décision unanime                        | UFC Fight Night: Holloway vs. Allen         | 16 avril 2023   | 5     | 5:00  | Kansas City, Missouri, États-Unis     |                           |
| Victoire | 19-1   | Calvin Kattar    | TKO (coup de pied à la jambe)           | UFC Fight Night: Kattar vs. Allen           | 30 octobre 2022 | 2     | 0:08  | Las Vegas, Nevada, États-Unis         |                           |
| Victoire | 18-1   | Dan Hooker       | TKO (coups de poing)                    | UFC Fight Night: Volkov vs. Aspinall        | 19 mars 2022    | 1     | 2:33  | Londres, Angleterre                   | Performance de la soirée. |
| Victoire | 17-1   | Sodiq Yusuff     | Décision partagée                       | UFC Fight Night: Vettori vs. Holland        | 10 avril 2021   | 3     | 5:00  | Las Vegas, Nevada, États-Unis         |                           |
| Victoire | 16-1   | Nik Lentz        | Décision unanime                        | UFC Fight Night 166: Blaydes vs. Dos Santos | 25 janvier 2020 | 3     | 5:00  | Raleigh, Caroline du Nord, États-Unis |                           |
| Victoire | 15-1   | Gilbert Melendez | Décision unanime                        | UFC 239                                     | 6 juillet 2019  | 3     | 5:00  | Las Vegas, Nevada, États-Unis         |                           |
| Victoire | 14-1   | Jordan Rinaldi   | Décision unanime                        | UFC Fight Night 147: Till vs. Masvidal      | 16 mars 2019    | 3     | 5:00  | Londres, Angleterre                   |                           |
| Victoire | 13-1   | Mads Burnell     | Soumission (étranglement en guillotine) | UFC Fight Night 130: Liverpool              | 27 mai 2018     | 3     | 2:41  | Liverpool, Angleterre                 | Performance de la soirée. |
| Victoire | 12-1   | Makwan Amirkhani | Décision partagée                       | UFC Fight Night 107: Manuwa vs. Anderson    | 18 mars 2017    | 3     | 5:00  | Londres, Angleterre                   |                           |